# Антунеш, Виторину
Витори́ну Габриэ́л Паше́ку Анту́неш (порт. Vitorino Gabriel Pacheco Antunes; род. 1 апреля 1987, Фреамунде) — португальский футболист, защитник клуба «Пасуш де Феррейра». Выступал за сборную Португалии.

## Карьера
Виторину Антунеш — воспитанник клуба «Фреамунде». Он дебютировал в основном составе команды в 2004 году и провёл за клуб, выступающий во втором португальском дивизионе, два сезона. Летом 2006 года, в статусе свободного агента, он перешёл в клуб «Пасуш де Феррейра». Там он провёл 1 сезон, забив несколько мячей, среди которых гол, который принёс ничью «Пасушу» в матче с «Порту». Вслед за удачным сезоном, молодым игроком стали интересоваться разнообразные европейские клубы, среди которых «Бенфика», «Спортинг» Лиссабон, «Атлетико Мадрид», «Осер», «Астон Вилла» и «Андерлехт». Антунеш почти подписал контракт с «Ювентусом», однако сделка сорвалась. Из-за этого, агенты срочно начали искать Антунешу другой вариант, и, 29 августа 2007 года, за два дня до окончания трансферного «окна», Антунеш, на правах аренды, перешёл в «Рому», заплатившую за годовую аренду 300 тыс. евро. Также римская команда получила право, до 15 апреля 2008 года, выкупить контракт футболиста.
Однако Антунеш долгое время не мог выступать в составе «Ромы» из-за того, что места на обоих флангах обороны были «закрыты» Кристианом Пануччи, Максом Тонетто, Марко Кассетти и Сисиньо. 12 декабря 2007 года Антунеш дебютировал в составе «Ромы» в матче лиги чемпионов с «Манчестер Юнайтед» (1:1); после игры, на веб-сайте «Ромы» Антунеш был выбран лучшим игроком матча. После этого Антунеш сыграл в 1/8 Кубка Италии с «Торино». 20 января 2008 года Антунеш дебютировал в серии A в матче с «Катанией», в которой Рома победила 2:0. 2 апреля 2008 года Рома выкупила контракт игрока, заплатив 1,2 млн евро. Несмотря на покупку игрока, Антунеш редко появлялся в составе клуба, из-за чего он не поехал на чемпионат Европы, хотя был одним из кандидатов на место в основном составе сборной Португалии. 17 июля 2008 года Антунеш был арендован клубом «Лечче», заплатившим за это 200 тыс. евро. За сезон в «Лечче» Антунеш провёл только 10 матчей, его игре мешали многочисленные мелкие травмы, из-за которых он долгое время восстанавливался. Летом 2009 года Антунеш вернулся в «Рому». В декабре того же года Виторину покинул столицу Италии и вернулся на родину, где полгода выступал на правах аренды за «Лейшойнш». Летом 2010 году он вновь ненадолго вернулся в Рим.
31 января 2011 года в последний день трансферного окна Антунеш перешёл на правах аренды в «Ливорно». В июне 2012 года он также выступал на правах аренды за греческий «Паниониос».
28 июня 2012 года после возвращения из Греции Виторину попрощался с «Ромой» и подписал соглашение на три года со своей бывшей командой «Пасуш де Феррейра». В клубе он стал заменой ушедшему в «Бенфику» Луизинью. Зимой 2013 года Антунеш на правах аренды перешёл в испанскую «Малагу», в качестве замены, ушедшему в лондонский «Арсенал» Начо Монреалю. 9 февраля 2013 года в матче против «Леванте» он дебютировал в Ла Лиге за новый клуб. 8 мая в поединке против мадридского «Реала» Антунеш забил свой первый гол за «Малагу». После окончания срока аренды андалузцы выкупили трансфер Виторину за 1,25 млн евро.
2 февраля 2015 года подписал контракт с киевским «Динамо» на 4,5 года.
Сезон 2017/2018 провёл в аренде в команде «Хетафе». 1 июля 2018 года испанский клуб воспользовался правом выкупа футболиста, выплатив «Динамо» компенсацию в размере 2,5 млн евро.
15 августа 2020 года в качестве свободного агента подписал соглашение с лиссабонским «Спортингом».

## В сборной
В 2007 году Антунеш выступал за молодёжную сборную Португалии на Чемпионате мира в Канаде. В том же году в товарищеском матче против сборной Кувейта он дебютировал за сборную Португалии.

## Достижения
«Рома»
- Обладатель Кубка Италии: 2007/08

«Динамо» Киев
- Чемпион Украины (2): 2014/15, 2015/16
- Обладатель Кубка Украины (1): 2014/15
- Обладатель Суперкубка Украины (1): 2016

«Спортинг»
- Чемпион Португалии: 2020/21
- Обладатель Кубка португальской лиги: 2020/21